# Škoda 10 cm Vz. 1914/1919
Lo Škoda 10 cm vz. 1914/1919 o Škoda houfnice vz 14/19 era un obice/cannone campale prodotto dalla Škoda subito dopo la Grande Guerra, ottenuto modernizzando ed allungando la canna dall'obice austro-ungarico Škoda 10 cm Vz. 1914. Il pezzo ebbe un buon successo commerciale, diventando la bocca da fuoco campale media più diffusa nell'Europa centrale.

## Storia

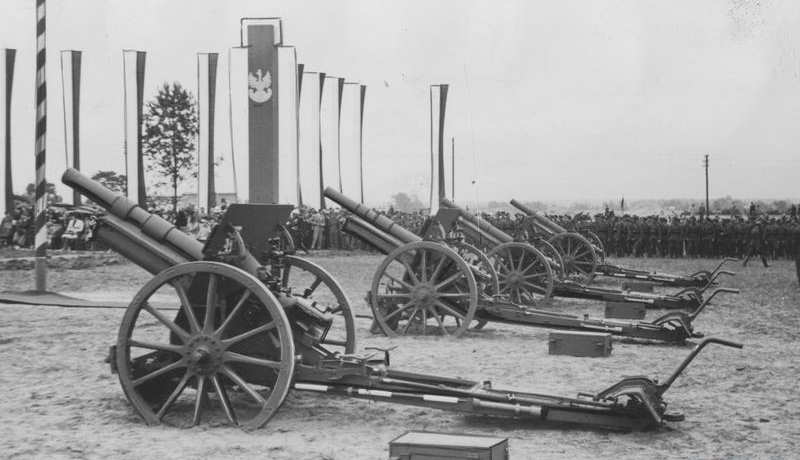
Un wz. 1914/19P polacco.

Quando, dopo la prima guerra mondiale, la Škoda riprese la produzione per l'esercito cecoslovacco, il vz. 1914 fu il primo pezzo a rientrare in produzione. L'industria di Plzeň colse l'occasione per modernizzare il pezzo: la principale miglioria fu la modifica della canna, che fu portata da 19 a 24 calibri, che trasformò di fatto l'obice in un cannone. Questo accorgimento, oltre all'introduzione di nuovo munizionamento, aumentarono sensibilmente le prestazioni dell'arma soprattutto in termini di gittata. La nuova arma, denominata Škoda houfnice vz 14/19, ebbe notevole successo e fu prodotta fino al 1939 in alcune migliaia di esemplari. Essa diventò il pezzo da campagna standard dell'esercito cecoslovacco, mentre fu venduto a Ungheria, Polonia (con la denominazione Haubica wz. 1914/19) e Regno di Jugoslavia (M. 1914/19), diventando uno dei pezzi più diffusi nelle armate dell'Europa centrale. Venne acquisito anche dalla Grecia, mentre il Regno d'Italia, che possedeva migliaia di 100/17 Mod. 14 di preda bellica, sperimentò la sostituzione della canna con quella del vz. 14/19, che tuttavia venne ritenuta economicamente non conveniente.

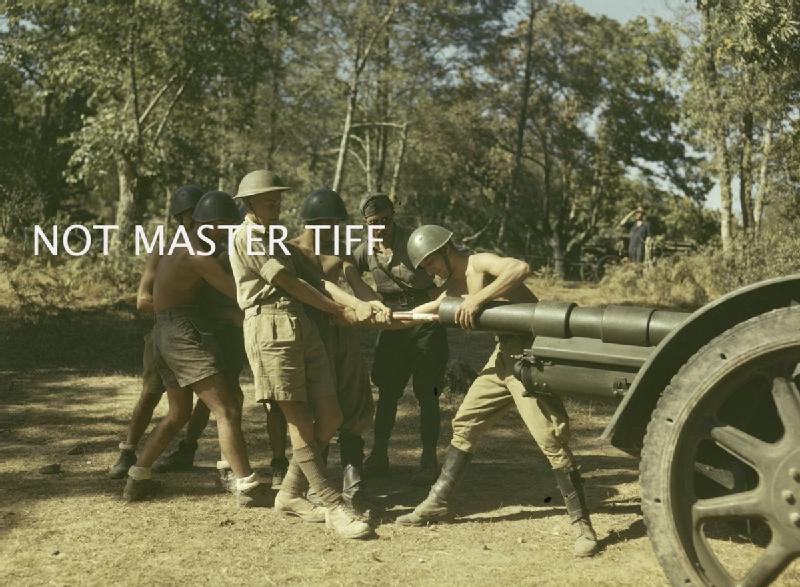

Con l'occupazione della Cecoslovacchia questi pezzi furono requisiti dalla Wehrmacht e, ridenominati 10 cm leFH 14/19(t) vennero estesamente impiegati nella campagna di Francia del maggio-giugno 1940 e nelle fasi iniziali dell'invasione dell'Unione Sovietica, nel 1941. Successivamente venne gradualmente ritirato dalla prima linea e relegato alle postazioni fisse del vallo Atlantico, dove fu impiegato fino alla fine della guerra. Ai pezzi cecoslovacchi si erano intanto aggiunti, dopo l'occupazione della Polonia, invasione della Jugoslavia e della Grecia, i pezzi requisiti ai rispettivi eserciti e ridenominati rispettivamente 10 cm leFH 318(g), 10 cm leFH 14/19(p) e 10 cm leFH 316(j).
Con l'entrata in guerra dell'Italia nel 1940, i tedeschi cedettero al Regio Esercito una parte dei pezzi, che vennero impiegati soprattutto dal CSIR sul fronte russo. Presso gli italiani il pezzo fu denominato obice da 100/22 17 Mod. 14/19.

## Tecnica
La bocca da fuoco e l'affustino sono gli stessi del Mod. 14 da campagna. La bocca da fuoco era su un corpo (canna) in acciaio, dotato di 3 cerchiature con guide a zampa per lo scorrimento sulle lisce, supportate direttamente dalla culla. Questa conteneva il freno di sparo idro-pneumatico a manicotto rotante con recuperatore a molla. Le lisce erano protette da polvere ed altro sporco con strisce di lamiera avviate alle cerchiature. Il meccanismo di chiusura era dato da un otturatore a cuneo a scorrimento orizzontale, con manovra rapida semiautomatica che garantiva la chiusura grazie al bossolo in ottone della carica di lancio.

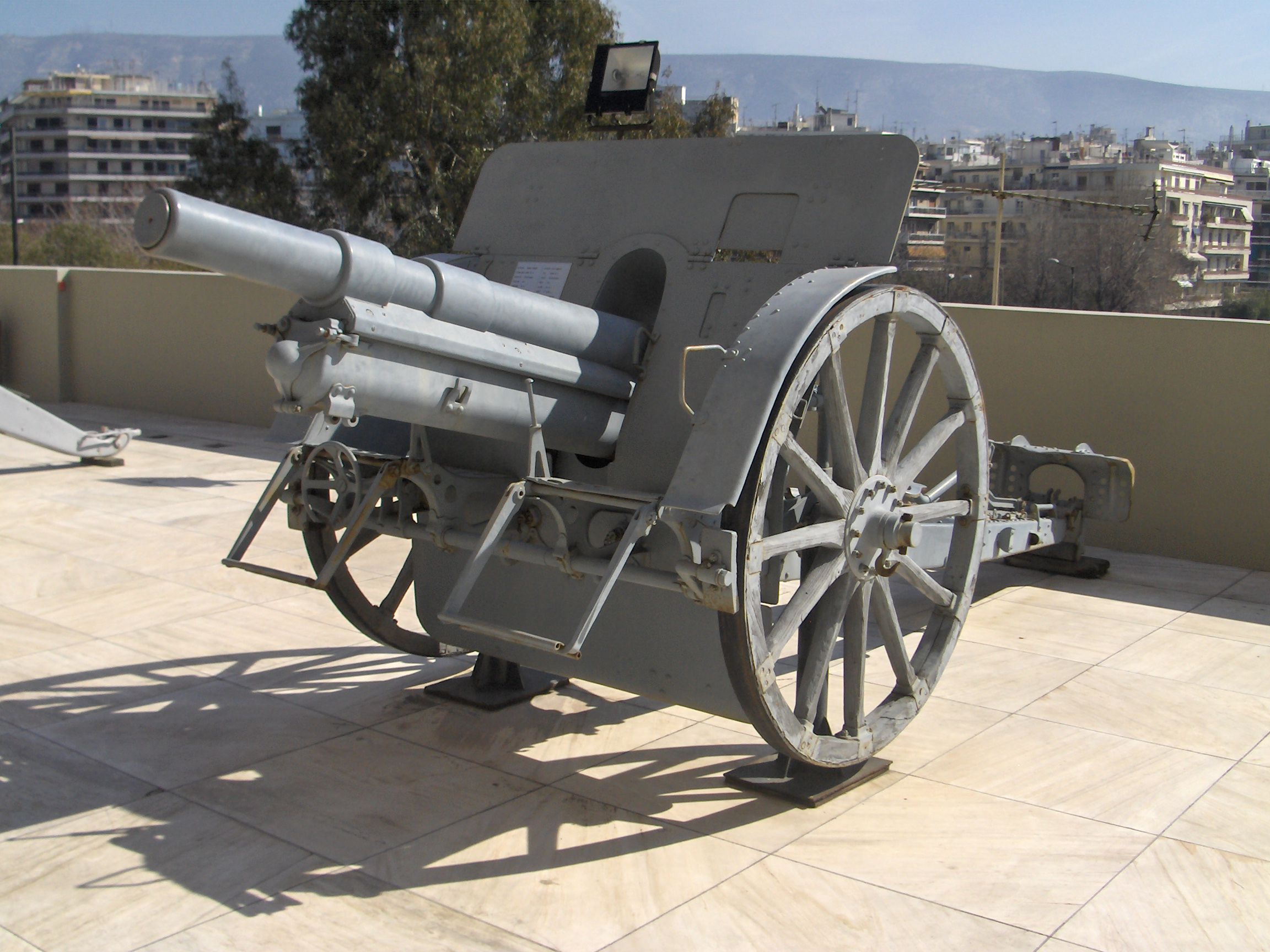
Un vz. 14/19 greco.

L'affusto era a coda unica, aperta al centro per permettere il rinculo con alti angolo di tiro; sulla testata d'affusto era fissata una piastra su cui era incernierato l'affustino. L'affusto era collegato alla sala che portava ruote di legno a 12 razze, da 1 300 mm di diametro. Queste negli anni trenta vennero sostituite su alcuni pezzi da ruote metalliche con semipneumatici; anche alcuni esemplari del Regio Esercito italiano, adattati per il traino motorizzato, montavano ruote semipneumatiche in elektron. Sull'affusto erano fissati lo scudo, i seggiolini di tiro, il vomere e l'occhione per il traino. Lo scudo, costituito da un elemento inferiore e due elementi incernierati superiormente, era munito di una finestra ed una feritoia di tiro protette da portelli per i sistemi di puntamento; anteriormente ad esso erano fissati ai lati del cannone due sedili per serventi. L'affustino supportava le orecchioniere a cui era collegata la culla per mezzo di due fiancate verticali in lamiera. Inoltre all'affustino erano applicati due bracci a forcella per il supporto degli equilibratori della culla. La culla sosteneva la bocca da fuoco durante il movimento di rinculo e di ritorno. I due orecchioni su cui era imperniato l'affustino erano solidali alla culla e regolati dal congegno di elevazione a ruota dentata.
All'orecchione destro era applicato il congegno di regolazione del rinculo, che automaticamente variava la lunghezza del rinculo in funzione dell'inclinazione della bocca da fuoco. Il congegno di rinculo regolabile permetteva settori verticali di tiro molto ampi, sebbene l'affusto fosse a coda unica. Il puntamento era a tamburo con cannocchiale panoramico. Il munizionamento era del tipo a cartoccio bossolo, con proietto separato dalla carica di lancio, che era contenuta in un bossolo di ottone.